# 斑复蛛
斑复蛛（学名：Poecilochroa hosiziro）为平腹蛛科复蛛属的动物。分布于日本、朝鲜以及中国大陆的山东、河北等地，一般栖息于松树干基部裂隙间。该物种的模式产地在日本。